# A Pécsi Mecsek FC 2011–2012-es szezonja
A Pécsi Mecsek FC 2011–2012-es szezonja szócikk a Pécsi Mecsek FC első számú férfi labdarúgócsapatának egy idényéről szól, mely összességében a 47. idénye a csapatnak a magyar első osztályban. A klub fennállásának ekkor volt a 61. évfordulója. A csapat ekkor került vissza az NB I-be.

## Statisztikák
Utolsó elszámolt mérkőzés dátuma: 2012. május 26.

### Mérkőzések
| Lejátszott mérkőzések száma        | 40 (30 OTP Bank Liga, 4 Magyar kupa, 6 Ligakupa)          |
| Győzelmek száma                    | 14 (8 OTP Bank Liga, 3 Magyar kupa, 3 Ligakupa)           |
| Döntetlenek száma                  | 11 (10 OTP Bank Liga, 0 Magyar kupa, 1 Ligakupa)          |
| Vereségek száma                    | 15 (12 OTP Bank Liga, 1 Magyar kupa, 2 Ligakupa)          |
| Szerzett gólok száma               | 54                                                        |
| Kapott gólok száma                 | 60                                                        |
| Gólkülönbség                       | –6                                                        |
| Sárga lapok                        | 104                                                       |
| Kiállítások                        | 2                                                         |
| Legtöbbet figyelmeztetett játékos  | Nenad Todorović (11 , 0 )                                 |
| Legnagyobb arányú győzelem         | Pécsi MFC 5–1 Vasas (2011. 11. 26.)                       |
| Legnagyobb arányú vereség          | Diósgyőr 4–0 Pécsi MFC (2011. 10. 15.)                    |
| Legnagyobb arányú vereség          | Debreceni VSC 4–0 Pécsi MFC (2012. 05. 12.)               |
| Legmagasabb hazai nézőszám         | 5 000 néző, Pécsi MFC 0–2 Ferencvárosi TC (2012. 03. 11.) |
| Legalacsonyabb hazai nézőszám      | 200 néző, Pécsi MFC 1–1 BFC Siófok (2011. 10. 12.)        |
| Legtöbbször pályára lépett játékos | Lantos Levente (34 mérkőzés)                              |
| Házi gólkirály                     | Bajzát Péter (13 )                                        |
| Pontok                             | 53/120 (44,17%)                                           |

### Kiírások
| Kiírás        | Statisztikák | Statisztikák | Statisztikák | Statisztikák | Statisztikák | Statisztikák | Kezdő forduló | Végső forduló/ helyezés | Mérkőzések dátumai | Mérkőzések dátumai |
| Kiírás        | M            | GY           | D            | V            | LG–KG        | GK           | Kezdő forduló | Végső forduló/ helyezés | Első               | Utolsó             |
| ------------- | ------------ | ------------ | ------------ | ------------ | ------------ | ------------ | ------------- | ----------------------- | ------------------ | ------------------ |
| OTP Bank Liga | 30           | 8            | 10           | 12           | 36–50        | –14          | —             |                         | 2011. 07. 16.      | 2012. 05. 26.      |
| Magyar kupa   | 4            | 3            | 0            | 1            | 8–4          | +4           | 3. forduló    | 5. forduló              | 2011. 09. 21.      | 2011. 12. 03.      |
| Ligakupa      | 6            | 3            | 1            | 2            | 10–6         | +4           | Csoportkör    | Csoportkör              | 2011. 08. 30.      | 2011. 11. 15.      |

## Mérkőzések
| Színmagyarázat | Színmagyarázat |
| -------------- | -------------- |
|                | Győzelem.      |
|                | Döntetlen.     |
|                | Vereség.       |

### Téli felkészülési mérkőzések
| 2012. január 18. |

| HNK Cibalia Vinkovci | 2 – 0               | Pécsi MFC |
| -------------------- | ------------------- | --------- |
|                      | (2 – 0) Jegyzőkönyv |           |

| HNK Cibalia Stadion, Vinkovce, Horvátország |

| 2012. január 21. |

| Pécsi MFC                        | 5 – 0       | Bajai LSE |
| -------------------------------- | ----------- | --------- |
| Gyánó Andorka Regedei Demjén Ato | Jegyzőkönyv |           |

| PMFC Stadion, Pécs |

| 2012. január 25. |

| Haladás | 1 – 1               | Pécsi MFC |
| ------- | ------------------- | --------- |
| Ugrai   | (1 – 1) Jegyzőkönyv | Regedei   |

| Siófok Játékvezető: Horváth András (magyar) |

| 2012. január 28. |

| Budapest Honvéd | 0 – 1               | Pécsi MFC     |
| --------------- | ------------------- | ------------- |
|                 | (0 – 1) Jegyzőkönyv | Zeljkovič 17' |

| Bozsik József Stadion, Budapest Nézőszám: 200 |

| 2012. február 8. |

| Pécsi MFC | 2 – 1               | Kozármisleny SE |
| --------- | ------------------- | --------------- |
| Andorka   | (2 – 0) Jegyzőkönyv | Wittrédi        |

| PMFC Stadion, Pécs Játékvezető: Zierkelbach (magyar) |

| 2012. február 11. |

| Pécsi MFC | 2 – 0               | Pécsvárad |
| --------- | ------------------- | --------- |
| Turi      | (0 – 0) Jegyzőkönyv |           |

| PMFC Stadion, Pécs |

| 2012. február 11. |

| Pécsi MFC             | 3 – 0       | Bátaszék |
| --------------------- | ----------- | -------- |
| Gyánó Demjén Frőhlich | Jegyzőkönyv |          |

| PMFC Stadion, Pécs |

| 2012. február 15. |

| HNK Cibalia Vinkovci | 2 – 1       | Pécsi MFC |
| -------------------- | ----------- | --------- |
| Pavličić Tomić       | Jegyzőkönyv | Zeljkovič |

| HNK Cibalia Stadion, Vinkovce, Horvátország |

| 2012. február 17. |

| FK Željezničar Sarajevo | 0 – 0               | Pécsi MFC |
| ----------------------- | ------------------- | --------- |
|                         | (0 – 0) Jegyzőkönyv |           |

| HNK Cibalia Stadion, Vinkovce, Horvátország |

| 2012. február 18. |

| NK Zvijezda Gradačac | 2 – 1               | Pécsi MFC |
| -------------------- | ------------------- | --------- |
| Omić Nuhanović       | (1 – 0) Jegyzőkönyv | Andorka   |

| Rovinj, Horvátország |

| 2012. február 25. |

| Vasas     | 1 – 0       | Pécsi MFC |
| --------- | ----------- | --------- |
| Szabó 68' | Jegyzőkönyv |           |

| Illovszky Rudolf Stadion, Budapest |

### OTP Bank Liga 2011–12

#### Őszi fordulók
| 1. forduló 2011. július 16. 19:00 |

| Pécsi MFC                         | 1 – 0                         | Haladás                            |
| --------------------------------- | ----------------------------- | ---------------------------------- |
| Horváth 80' Bajzát 54' Pintér 87' | (0 – 0) Jegyzőkönyv Részletek | Iszlai 41' Guzmics 51' Halmosi 55′ |

| PMFC Stadion, Pécs Nézőszám: 3 100 Játékvezető: Németh Ádám (magyar) |

| 2. forduló 2011. július 23. 17:30 |

| Vasas                             | 1 – 2                         | Pécsi MFC                |
| --------------------------------- | ----------------------------- | ------------------------ |
| Gáspár 50' Kovács 13' Kulcsár 75' | (0 – 0) Jegyzőkönyv Részletek | Horváth 49' Nagy 70' 75' |

| Illovszky Rudolf Stadion, Budapest Nézőszám: 2 800 Játékvezető: Radványi Ádám (magyar) |

| 3. forduló 2011. július 30. 19:00 |

| Pécsi MFC                                                                               | 2 – 1                         | Zalaegerszegi TE                                      |
| --------------------------------------------------------------------------------------- | ----------------------------- | ----------------------------------------------------- |
| Horváth 23' Gyánó 80' (11-esből) Simonfalvi 17' Todorović 40' Törtei 69' Šćepanović 84' | (1 – 1) Jegyzőkönyv Részletek | Kamber 37' Horváth 21' Szalai 33' Méyé 64' Kovács 89' |

| PMFC Stadion, Pécs Nézőszám: 3 000 Játékvezető: Kovács J. Zoltán (magyar) |

| 4. forduló 2011. augusztus 7. 18:00 |

| Ferencváros                                    | 0 – 1                         | Pécsi MFC                                              |
| ---------------------------------------------- | ----------------------------- | ------------------------------------------------------ |
| Grúz 41' Morales 73' Jovanović 82' Félix 90+2' | (0 – 0) Jegyzőkönyv Részletek | Nagy 83' 77' Gyánó 27' Simonfalvi 76' Šćepanović 90+2' |

| Albert Flórián Stadion, Budapest Nézőszám: 4 000 Játékvezető: Fábián Mihály (magyar) |

| 5. forduló 2011. augusztus 13. 19:00 |

| Pécsi MFC                                              | 2 – 2                         | Kecskeméti TE                            |
| ------------------------------------------------------ | ----------------------------- | ---------------------------------------- |
| Bajzát 21' Todorović 24' 82' Törtei 42' Simonfalvi 81' | (2 – 1) Jegyzőkönyv Részletek | Gyurcsó 36' 85' Koszó 17' Kéthévoama 81' |

| PMFC Stadion, Pécs Nézőszám: 4 000 Játékvezető: Iványi Zoltán (magyar) |

| 6. forduló 2011. augusztus 20. 17:30 |

| Videoton                                                                            | 4 – 1                         | Pécsi MFC                                        |
| ----------------------------------------------------------------------------------- | ----------------------------- | ------------------------------------------------ |
| Alves 17' (11-esből) Elek 25' Brandão 69' Nikolics 90' 90' Oliveira 19' Sánchez 69' | (2 – 1) Jegyzőkönyv Részletek | Pintér 23' 33' Todorović 16' Lantos 62' Nagy 88' |

| Sóstói Stadion, Székesfehérvár Nézőszám: 2 987 Játékvezető: Bognár Tamás (magyar) Asszisztensek: Lémon Oszkár Takács Gábor |

| 7. forduló 2011. augusztus 27. 19:00 |

| Pécsi MFC                                            | 2 – 1                         | Lombard Pápa                                    |
| ---------------------------------------------------- | ----------------------------- | ----------------------------------------------- |
| Horváth 38' 38' Frőhlich 45' Gyánó 28' Todorović 40' | (2 – 1) Jegyzőkönyv Részletek | Ganugrava 12' 72' Présinger 84' Rodenbücher 88' |

| PMFC Stadion, Pécs Nézőszám: 3 600 Játékvezető: Farkas Ádám (magyar) |

| 8. forduló 2011. szeptember 10. 15:00 |

| Újpest                                                             | 4 – 1                         | Pécsi MFC                                   |
| ------------------------------------------------------------------ | ----------------------------- | ------------------------------------------- |
| Dvorschák 13' Mihajlović 18' Kabát 85' (11-esből) 72' Rajczi 90+2' | (2 – 0) Jegyzőkönyv Részletek | Andorka 51' Gyánó 35' Pintér 68' Dibusz 84' |

| Szusza Ferenc Stadion, Budapest Nézőszám: 2 815 Játékvezető: Andó-Szabó Sándor (magyar) |

| 9. forduló 2011. szeptember 17. 19:00 |

| Pécsi MFC                                                                    | 1 – 1                         | BFC Siófok         |
| ---------------------------------------------------------------------------- | ----------------------------- | ------------------ |
| Sowunmi 25' (öngól) Marović 17' Pintér 60' Regedei 65' Nagy 80' Frőhlich 83' | (1 – 0) Jegyzőkönyv Részletek | Szabó 60' Kiss 80' |

| PMFC Stadion, Pécs Nézőszám: 3 500 Játékvezető: Radványi Ádám (magyar) |

| 10. forduló 2011. szeptember 24. 18:00 |

| Paksi FC                                 | 4 – 4                         | Pécsi MFC                                             |
| ---------------------------------------- | ----------------------------- | ----------------------------------------------------- |
| Sifter 22' 84' Böde 25' 54' 89' Éger 42' | (2 – 1) Jegyzőkönyv Részletek | Bajzát 18' 75' Nagy 48' 65' 85' Petrók 79' Marović 7' |

| Fehérvári út, Paks Nézőszám: 2 130 Játékvezető: Böcskei Balázs (magyar) |

| 11. forduló 2011. október 1. 18:00 |

| Pécsi MFC                                                       | 1 – 1                         | Kaposvári Rákóczi |
| --------------------------------------------------------------- | ----------------------------- | ----------------- |
| Andorka 24' Regedei 36' Todorović 48' Demjén 52' Simonfalvi 85' | (1 – 1) Jegyzőkönyv Részletek | Perić 23' 13'     |

| PMFC Stadion, Pécs Nézőszám: 3 300 Játékvezető: Bognár Tamás (magyar) |

| 12. forduló 2011. október 15. 18:00 |

| Diósgyőr                                                                  | 4 – 0                         | Pécsi MFC                        |
| ------------------------------------------------------------------------- | ----------------------------- | -------------------------------- |
| Budovinszky 26' 42' Tisza 36' 73' Gallardo 51' Abdouraman 69' Raković 89' | (2 – 0) Jegyzőkönyv Részletek | Pintér 23' Petrók 29' Bajzát 88' |

| DVTK-stadion, Miskolc Nézőszám: 10 000 Játékvezető: Veizer Roland (magyar) Asszisztensek: Kelemen Attila Tóth István |

| 13. forduló 2011. október 23. 18:00 |

| Pécsi MFC      | 0 – 0                         | Debreceni VSC      |
| -------------- | ----------------------------- | ------------------ |
| Šćepanović 42' | (0 – 0) Jegyzőkönyv Részletek | Bódi 24' Varga 27' |

| PMFC Stadion, Pécs Nézőszám: 4 000 Játékvezető: Vad II. István (magyar) |

| 14. forduló 2011. október 29. 17:00 |

| Pécsi MFC                                                   | 3 – 1                         | Győri ETO                   |
| ----------------------------------------------------------- | ----------------------------- | --------------------------- |
| Bajzát 22' Regedei 48' Gyánó 90' Todorović 53' Frőhlich 86' | (1 – 0) Jegyzőkönyv Részletek | Ahjupera 56' Pilibaitis 89' |

| PMFC Stadion, Pécs Nézőszám: 3 800 Játékvezető: Miquel Alvaro Garcia (magyar) |

| 15. forduló 2011. november 5. 15:00 |

| Budapest Honvéd | 1 – 1                         | Pécsi MFC                                        |
| --------------- | ----------------------------- | ------------------------------------------------ |
| Torghelle 90+3' | (0 – 0) Jegyzőkönyv Részletek | Bajzát 36' Marović 29' Šćepanović 35' Dibusz 87' |

| Bozsik József Stadion, Budapest Nézőszám: 2 500 Játékvezető: Oláh Gábor (magyar) |

| 16. forduló 2011. november 19. 16:00 |

| Haladás                | 0 – 0                         | Pécsi MFC     |
| ---------------------- | ----------------------------- | ------------- |
| Halmosi 74' Skriba 76' | (0 – 0) Jegyzőkönyv Részletek | Todorović 42' |

| Rohonci úti stadion, Szombathely Nézőszám: 2 700 Játékvezető: Kassai Viktor (magyar) |

| 17. forduló 2011. november 26. 16:00 |

| Pécsi MFC                  | 5 – 1                         | Vasas        |
| -------------------------- | ----------------------------- | ------------ |
| Bajzát 12' 21' 61' 81' 83' | (2 – 1) Jegyzőkönyv Részletek | Bárányos 27' |

| PMFC Stadion, Pécs Nézőszám: 2 500 Játékvezető: Andó-Szabó Sándor (magyar) |

#### Tavaszi fordulók
| 18. forduló 2012. március 3. 15:00 |

| Zalaegerszegi TE                               | 0 – 0                         | Pécsi MFC                                        |
| ---------------------------------------------- | ----------------------------- | ------------------------------------------------ |
| Kovács 44' Máté 79' Kocsárdi 83' Pavićević 87' | (0 – 0) Jegyzőkönyv Részletek | Andorka 27' Marović 70' Zeljković 71' Bajzát 86′ |

| ZTE Aréna, Zalaegerszeg Nézőszám: 2 900 Játékvezető: Németh Ádám (magyar) |

| 19. forduló 2012. március 11. 16:00 |

| Pécsi MFC                             | 0 – 2                         | Ferencváros                                                   |
| ------------------------------------- | ----------------------------- | ------------------------------------------------------------- |
| Okoronkwo 33' Demjén 44' Lantos 90+1' | (0 – 1) Jegyzőkönyv Részletek | Jovanović 6' Pölöskey 90+2' Somália 52' Klein 72' Lisztes 82' |

| PMFC Stadion, Pécs Nézőszám: 5 000 Játékvezető: Fábián Mihály (magyar) |

| 20. forduló 2012. március 17. 16:00 |

| Kecskeméti TE                                | 1 – 2               | Pécsi MFC                                                           |
| -------------------------------------------- | ------------------- | ------------------------------------------------------------------- |
| Lencse 1' Tököli 39' Bori 74' Litsingi 90+1' | (1 – 2) Jegyzőkönyv | Horváth 5' Andorka 11' 33' Šćepanović 66' Marković 73' Frőhlich 86' |

| Széktói Stadion, Kecskemét Nézőszám: 2 000 Játékvezető: Takács János (magyar) |

| 21. forduló 2012. március 24. 17:00 |

| Pécsi MFC                                      | 1 – 3               | Videoton                                |
| ---------------------------------------------- | ------------------- | --------------------------------------- |
| Andorka 53' Demjén 52' Marković 68' Lantos 72' | (0 – 2) Jegyzőkönyv | Nikolics 13' 69' (11-esből) Gyurcsó 40' |

| PMFC Stadion, Pécs Nézőszám: 3 700 Játékvezető: Bognár Tamás (magyar) Asszisztensek: Lémon Oszkár Takács Gábor |

| 22. forduló 2012. március 31. 17:00 |

| Lombard Pápa          | 0 – 0               | Pécsi MFC                             |
| --------------------- | ------------------- | ------------------------------------- |
| Benko 33' Horváth 85' | (0 – 0) Jegyzőkönyv | Andorka 13' Čaušić 55' Šćepanović 63' |

| Perutz Stadion, Pápa Nézőszám: 1 400 Játékvezető: Kassai Viktor (magyar) |

| 23. forduló 2012. április 7. 18:00 |

| Pécsi MFC                   | 0 – 0               | Újpest        |
| --------------------------- | ------------------- | ------------- |
| Simonfalvi 28' Marković 90' | (0 – 0) Jegyzőkönyv | Litauszki 56' |

| PMFC Stadion, Pécs Nézőszám: 2 600 Játékvezető: Vad István (magyar) |

| 24. forduló 2012. április 14. 16:00 |

| BFC Siófok                                                                  | 2 – 1               | Pécsi MFC                              |
| --------------------------------------------------------------------------- | ------------------- | -------------------------------------- |
| Simon 90+1' (11-esből) Haraszti 90+5' Mogyorósi 71' Lengyel 82' Nyári 90+2' | (0 – 0) Jegyzőkönyv | Horváth 70' Todorović 50' Marković 90' |

| Révész Géza utca, Siófok Nézőszám: 900 Játékvezető: Szabó Zsolt (magyar) |

| 25. forduló 2012. április 21. 18:00 |

| Pécsi MFC                                       | 1 – 2                         | Paksi FC                                      |
| ----------------------------------------------- | ----------------------------- | --------------------------------------------- |
| Bajzát 68' Čaušić 54' Paracki 64' Todorović 81' | (0 – 0) Jegyzőkönyv Részletek | Hrepka 52' 71' Bartha 41' Vayer 56' Fiola 86' |

| PMFC Stadion, Pécs Nézőszám: 2 400 Játékvezető: Bognár Tamás (magyar) |

| 26. forduló 2012. április 28. 18:00 |

| Kaposvári Rákóczi                  | 1 – 0               | Pécsi MFC                                              |
| ---------------------------------- | ------------------- | ------------------------------------------------------ |
| Balázs 48' Diallo 89' Lamine 90+4' | (0 – 0) Jegyzőkönyv | Kvekveskiri 5' Paracki 14' Bajzát 55' Šćepanović 90+4' |

| Rákóczi Stadion, Kaposvár Nézőszám: 2 600 Játékvezető: Radványi Ádám (magyar) |

| 27. forduló 2012. május 4. 18:00 |

| Pécsi MFC                              | 1 – 2               | Diósgyőr                       |
| -------------------------------------- | ------------------- | ------------------------------ |
| Čaušić 10' Šćepanović 32' Frőhlich 41' | (1 – 2) Jegyzőkönyv | Luque 2' Tisza 45' Raković 83' |

| PMFC Stadion, Pécs Nézőszám: 2 500 Játékvezető: Németh Ádám (magyar) |

| 28. forduló 2012. május 12. 17:30 |

| Debreceni VSC                                                                     | 4 – 0               | Pécsi MFC   |
| --------------------------------------------------------------------------------- | ------------------- | ----------- |
| Nagy 23' (öngól) Bouadla 41' Bódi 44' Kulcsár 55' Máté 11' Varga 63' Mészáros 86' | (3 – 0) Jegyzőkönyv | Marović 40' |

| Oláh Gábor utcai stadion, Debrecen Nézőszám: 10 040 Játékvezető: Farkas Ádám (magyar) |

| 29. forduló 2012. május 18. 20:00 |

| Győri ETO                                       | 3 – 0               | Pécsi MFC                |
| ----------------------------------------------- | ------------------- | ------------------------ |
| Takács 49' Koltai 69' (11-esből) 85' Dinjar 46' | (0 – 0) Jegyzőkönyv | Dibusz 68' Zeljković 69' |

| ETO Park, Győr Nézőszám: 2 500 Játékvezető: Fábián Mihály (magyar) |

| 30. forduló 2012. május 26. 15:00 |

| Pécsi MFC                                          | 3 – 4               | Budapest Honvéd                                                                                     |
| -------------------------------------------------- | ------------------- | --------------------------------------------------------------------------------------------------- |
| Frőhlich 12' Bajzát 23' Okoronkwo 51' 47' Goia 49' | (2 – 1) Jegyzőkönyv | Tchami 1' Ivancsics 49' (11-esből) Délczeg 52' 22' Faggyas 61' Debreceni 38' Vidović 40' Németh 44' |

| PMFC Stadion, Pécs Nézőszám: 1 300 Játékvezető: Szabó Zsolt (magyar) |

#### A bajnokság végeredménye
| #   | Csapat            | M  | GY | D  | V  | G+ – G– | GK  | P                                                      | Megjegyzések                                   |
| --- | ----------------- | -- | -- | -- | -- | ------- | --- | ------------------------------------------------------ | ---------------------------------------------- |
| 1.  | Debreceni VSC     | 30 | 22 | 8  | 0  | 64–18   | +46 | 74                                                     | 2012–2013-as Bajnokok Ligája – 2. selejtezőkör |
| 2.  | Videoton          | 30 | 21 | 3  | 6  | 58–19   | +39 | 66                                                     | 2012–2013-as Európa-liga – 2. selejtezőkör     |
| 3.  | Győri ETO         | 30 | 20 | 3  | 7  | 56–31   | +25 | 63 \|style="background-color: #FAFAFA;"\|              |                                                |
| 4.  | Budapest Honvéd   | 30 | 13 | 7  | 10 | 48–40   | +8  | 46                                                     | 2012–2013-as Európa-liga – 1. selejtezőkör     |
| 5.  | Kecskeméti TE     | 30 | 13 | 6  | 11 | 48–38   | +10 | 45 \|rowspan="10" style="background-color: #FAFAFA;"\| |                                                |
| 6.  | Paksi FC          | 30 | 12 | 9  | 9  | 47–51   | −4  | 45                                                     |                                                |
| 7.  | Diósgyőr          | 30 | 13 | 4  | 13 | 42–43   | −1  | 43                                                     |                                                |
| 8.  | Haladás           | 30 | 9  | 11 | 10 | 39–37   | +2  | 38                                                     |                                                |
| 9.  | BFC Siófok        | 30 | 9  | 9  | 12 | 30–41   | −11 | 36                                                     |                                                |
| 10. | Kaposvári Rákóczi | 30 | 7  | 14 | 9  | 35–42   | −7  | 35                                                     |                                                |
| 11. | Ferencváros       | 30 | 9  | 7  | 14 | 31–36   | −5  | 34                                                     |                                                |
| 12. | Pécsi MFC         | 30 | 8  | 10 | 12 | 36–50   | −14 | 34                                                     |                                                |
| 13. | Újpest            | 30 | 8  | 8  | 14 | 34–46   | −12 | 32                                                     |                                                |
| 14. | Lombard Pápa      | 30 | 8  | 6  | 16 | 26–40   | −14 | 30                                                     |                                                |
| 15. | Vasas             | 30 | 5  | 9  | 16 | 29–51   | −22 | 22                                                     | NB II                                          |
| 16. | Zalaegerszegi TE  | 30 | 1  | 10 | 19 | 25–65   | −40 | 13                                                     | NB II                                          |

Forrás: MLSZ adatbank 
A rangsorolás alapszabályai: 1. összpontszám, 2. győzelmek száma, 3. gólkülönbség, 4. szerzett gólok száma, 5. egymás elleni eredmények összpontszáma,  6. egymás elleni eredmények gólkülönbsége, 7. egymás elleni eredmények szerzett góljainak száma, 8. egymás elleni eredmények idegenben szerzett góljainak száma.
A Vasastól két pontot levontak.
(B): Bajnokcsapat, (K): Kieső csapat, (F): Feljutó csapat, (I): Kupainduló, (R): A rájátszás győztese, (KGY): Kupagyőztes

Jegyzet
- A Győri ETO FC-t az UEFA kizárta, ezért a negyedik helyezett csapat indulhatott a 2012–2013-as Európa-ligában.[2]

#### Eredmények összesítése
Az alábbi táblázatban összesítve szerepelnek a Pécsi Mecsek FC 2011/12-es bajnokságban elért eredményei.
| Ősz/tavasz (forduló)    | Otthon | Otthon | Otthon | Otthon | Otthon | Otthon | Otthon | Idegenben | Idegenben | Idegenben | Idegenben | Idegenben | Idegenben | Idegenben |
| Ősz/tavasz (forduló)    | M      | GY     | D      | V      | LG–KG  | GK     | P      | M         | GY        | D         | V         | LG–KG     | GK        | P         |
| ----------------------- | ------ | ------ | ------ | ------ | ------ | ------ | ------ | --------- | --------- | --------- | --------- | --------- | --------- | --------- |
| Őszi szezon (1–17.)     | 9      | 5      | 4      | 0      | 17–8   | +9     | 19     | 8         | 2         | 3         | 3         | 10–18     | –8        | 9         |
| Tavaszi szezon (18–30.) | 6      | 0      | 1      | 5      | 6–13   | –7     | 1      | 7         | 1         | 2         | 4         | 3–11      | –8        | 5         |
| Összesen (1–30.)        | 15     | 5      | 5      | 5      | 23–21  | +2     | 20     | 15        | 3         | 5         | 7         | 13–29     | –16       | 14        |

#### Helyezések fordulónként
| Forduló  | 1  | 2  | 3  | 4  | 5 | 6 | 7  | 8 | 9 | 10 | 11 | 12 | 13 | 14 | 15 | 16 | 17 | 18 | 19 | 20 | 21 | 22 | 23 | 24 | 25 | 26 | 27 | 28 | 29 | 30 |
| -------- | -- | -- | -- | -- | - | - | -- | - | - | -- | -- | -- | -- | -- | -- | -- | -- | -- | -- | -- | -- | -- | -- | -- | -- | -- | -- | -- | -- | -- |
| Helyszín | O  | I  | O  | I  | O | I | O  | I | O | I  | O  | I  | O  | O  | I  | I  | O  | I  | O  | I  | O  | I  | O  | I  | O  | I  | O  | I  | I  | O  |
| Eredmény | GY | GY | GY | GY | D | V | GY | V | D | D  | D  | V  | D  | GY | D  | D  | GY | D  | V  | GY | V  | D  | D  | V  | V  | V  | V  | V  | V  | V  |
| Helyezés | 6  | 4  | 2  | 2  | 3 | 3 | 3  | 3 | 4 | 5  | 5  | 7  | 7  | 6  | 7  | 7  | 6  | 5  | 5  | 5  | 6  | 6  | 7  | 7  | 8  | 8  | 9  | 10 | 11 | 12 |

Helyszín: O = Otthon; I = Idegenben. Eredmény: GY = Győzelem; D = Döntetlen; V = Vereség.

### Magyar kupa
| 3. forduló 2011. szeptember 21. 15:30 |

| Paksi FC II | 0 – 3               | Pécsi MFC                                              |
| ----------- | ------------------- | ------------------------------------------------------ |
| Tamási 39'  | (0 – 0) Jegyzőkönyv | Pákolicz 53' Zeljkovič 57' 74' Törtei 76' 64' Nagy 43' |

| Paks Nézőszám: 100 Játékvezető: Gaál Gyöngyi (magyar) |

| 4. forduló 2011. október 26. 14:00 |

| Csákvári TK                                                    | 2 – 3               | Pécsi MFC                                                                            |
| -------------------------------------------------------------- | ------------------- | ------------------------------------------------------------------------------------ |
| Rigó 2' Tornyai 15' Domján 11' Hegedűs 12' Béres 49' Imrik 65' | (2 – 1) Jegyzőkönyv | Gyánó 9' 52' Lantos 11' Zeljkovič 54' 49' Simonfalvi 10' Frőhlich 12' Šćepanović 89' |

| Csákvár Nézőszám: 500 Játékvezető: Farkas Tibor (magyar) |

| 5. forduló Első mérkőzés 2011. november 30. 17:30 |

| MTK Budapest                           | 0 – 1               | Pécsi MFC                                            |
| -------------------------------------- | ------------------- | ---------------------------------------------------- |
| Németh 9' Kálnoki Kis 39' Szekeres 65' | (0 – 0) Jegyzőkönyv | Regedei 66' Zeljkovič 37' Todorović 39' Fröhlich 61' |

| Hidegkuti Nándor Stadion, Budapest Nézőszám: 400 Játékvezető: Iványi Zoltán (magyar) |

| 5. forduló Visszavágó 2011. december 3. 16:00 |

| Pécsi MFC                                                           | 1 – 2               | MTK Budapest                                 |
| ------------------------------------------------------------------- | ------------------- | -------------------------------------------- |
| Nagy 89' Todorović 19' Bajzát 63' Simonfalvi 90+2' Šćepanović 90+2' | (0 – 1) Jegyzőkönyv | Vadnai 15' Németh 68' Frank 78' Szekeres 85' |

| PMFC Stadion, Pécs Nézőszám: 2 000 Játékvezető: Oláh Gábor (magyar) |

- A másodosztályban szereplő MTK Budapest jutott tovább.

### Ligakupa

#### B csoport
| 1. forduló 2011. augusztus 30. 18:00 |

| Pécsi MFC    | 1 – 2               | Kaposvári Rákóczi                 |
| ------------ | ------------------- | --------------------------------- |
| Tóth 57' 79' | (0 – 1) Jegyzőkönyv | Farkas 6' 79' Kardos 55′ Bőle 86' |

| PMFC Stadion, Pécs Nézőszám: 300 Játékvezető: Becséri Dániel (magyar) |

| 2. forduló 2011. szeptember 7. 20:00 |

| Ferencváros                                     | 1 – 4               | Pécsi MFC                                                                 |
| ----------------------------------------------- | ------------------- | ------------------------------------------------------------------------- |
| Nyilasi 30' Félix 19' Oláh 45′ Alison Silva 72′ | (1 – 3) Jegyzőkönyv | Bajzát 5' Andorka 7' Antal 34' (öngól) Demjén 65' Nagy J. 40' Holczer 72′ |

| Albert Flórián Stadion, Budapest Nézőszám: 1 500 Játékvezető: Farkas Tibor (magyar) |

| 3. forduló 2011. október 5. 15:00 |

| BFC Siófok | 0 – 2               | Pécsi MFC                                  |
| ---------- | ------------------- | ------------------------------------------ |
| Bali 12'   | (0 – 0) Jegyzőkönyv | Simonfalvi 59' 77' Horváth 61' Regedei 86' |

| Révész Géza utcai stadion, Siófok Nézőszám: 200 Játékvezető: Szőts Gergely (magyar) |

| 4. forduló 2011. október 12. 18:00 |

| Pécsi MFC            | 1 – 1               | BFC Siófok                                                 |
| -------------------- | ------------------- | ---------------------------------------------------------- |
| Bajzát 45' Gyánó 89' | (1 – 1) Jegyzőkönyv | Sowunmi 21' Fehér 58' Mogyorósi 63' Rebryk 68' Horváth 81' |

| PMFC Stadion, Pécs Nézőszám: 200 Játékvezető: Lovas László (magyar) |

| 5. forduló 2011. november 10. 18:00 |

| Pécsi MFC                               | 2 – 1               | Ferencváros                                |
| --------------------------------------- | ------------------- | ------------------------------------------ |
| Pákolicz 3' 65' Šćepanović 55' Goia 77' | (1 – 1) Jegyzőkönyv | Lisztes 17' Grúz 54' Morales 57' Honma 60' |

| PMFC Stadion, Pécs Nézőszám: 400 Játékvezető: Farkas Ádám (magyar) |

| 6. forduló 2011. november 15. 16:00 |

| Kaposvári Rákóczi                | 1 – 0               | Pécsi MFC                           |
| -------------------------------- | ------------------- | ----------------------------------- |
| Jammeh 69' Graszl 42' Diallo 85' | (0 – 0) Jegyzőkönyv | Zeljkovič 38' Bajzát 46' Pintér 75' |

| Rákóczi Stadion, Kaposvár Nézőszám: 300 Játékvezető: Berger József (magyar) |

#### A B csoport végeredménye
| Csapat            | M | Gy | D | V | G+ | G– | Gk | P  |
| ----------------- | - | -- | - | - | -- | -- | -- | -- |
| Kaposvári Rákóczi | 6 | 4  | 1 | 1 | 9  | 5  | +4 | 13 |
| Pécsi MFC         | 6 | 3  | 1 | 2 | 10 | 6  | +4 | 10 |
| BFC Siófok        | 6 | 3  | 1 | 2 | 7  | 7  | 0  | 10 |
| Ferencváros       | 6 | 0  | 1 | 5 | 6  | 14 | –8 | 1  |

## Külső hivatkozások
- A csapat hivatalos honlapja
- A Magyar Labdarúgó Szövetség honlapja, adatbankja